# Fontána na marché des Blancs-Manteaux
Fontána na Marché des Blancs-Manteaux je bývalá fontána v Paříži, kterou v roce 1819 vytvořil sochař Edme Gaulle.

## Umístění
Kašna se nachází ve 4. obvodu na domě č. 8 na ulici Rue des Hospitalières-Saint-Gervais.

## Historie
V 1813 císař Napoleon nařídil vytvoření tržnice v prostoru bývalého špitálu Saint Gervais, který se nacházel v Rue Vieille-du-Temple.
Z hygienických důvodů byla hala pro řezníky umístěna na opačné straně v Rue Hospitalières-Saint-Gervais. Hala byla otevřena v roce 1823, ovšem už v roce 1819 byla její fasáda vyzdobena dvěma fontánami, které vytvořil sochař Edme Gaulle (1762–1841).
Tržnice byla uzavřena v roce 1910 a poté přeměněna na školu. Fontány mají pouze dekorativní funkci.

## Popis
Pozůstatky bývalé kašny tvoří dvě bronzové volské hlavy vyzdobené v asyrském stylu pro obětování. Každá fontána se skládá z vystouplého stolu ve tvaru stély, která je zakončena malým trojúhelníkovým frontonem. Hlavy volů jsou zdobené ovocem a přívěsky. Voda vytékala z býčích hlav a dopadala do nádrží, které již neexistují.